# 장은주
장은주(1979년 ~)는 대한민국의 뮤지컬 배우다.

## 방송
- 전국노래자랑 (2008) - 1위
- 슈퍼 디바 2012 (2012) - 우승

## 공연
- 웰컴맘 (2010)
- 미용명가 (2013) - 김미아 역
- 삶 그리고 아리랑 (2013)
- 사랑꽃 (2013~2018) - 한목련
- 안향 (2014) - 제국대장공주
- 왕의 나라 (2014~2015) - 여랑/성곡댁 역
- 투란도트 (2015~2016) - 류 역
- 비갠하늘 (2016~2018) - 권기옥 역
- 견우지애 (2017) - 까지 역
- 꿈에 본 내 고향 (2018) - 순이 역
- 로미오와 줄리엣 (2019) - 줄리엣 역
- 바데기 (2019) - 무녀 역
- 의열단 아리랑 (2019) - 김상옥 모
- 가얏고 (2016~2019) - 우륵 제자 역
- 꽃물들다 (2021~2022) - 정녕 역
- since 1955 흑백다방 (2022) - 복희 역
- 벚꽃, 그 찬란한 이름의 주인 (2022) - 단경왕후 역

## 음반
- 슈퍼디바 2012 (2012)
- 사랑꽃 (2014)
- 천연(天緣) (2021)
- 新도산십이곡 2집 Andong-pop Version (2021)

## 수상
- 제25회 거창국제연극제 여자연기대상 (2013)
- MBC 영남 주부가요 열창 최우수상